# Torymus hainesi
Torymus hainesi is een vliesvleugelig insect uit de familie Torymidae. De wetenschappelijke naam is voor het eerst geldig gepubliceerd in 1893 door Ashmead.